# Gaëlle Barlet
Pour les articles homonymes, voir Barlet.
Gaëlle Barlet, née le 5 février 1988, est une sportive française pratiquant la course d'orientation à VTT.
Elle est sacrée championne du monde une première fois en sprint en 2011 puis en moyenne distance en 2015, elle décroche ensuite l'argent sur la longue distance en 2016 et le bronze dans le nouveau format de la mass start en 2017. Elle remporte également 4 médailles lors des championnats d'Europe dont le titre sur la middle en 2015.

## Palmarès

### Championnats du monde
| Épreuve / Édition           | Sprint               | Middle               | Long                     | Mass Start                       |
| --------------------------- | -------------------- | -------------------- | ------------------------ | -------------------------------- |
| World MTBOC 2006 Joensuu    | -                    | 42e                  | 52e                      | Épreuve inexistante à cette date |
| World MTBOC 2009 Ben-Shemen | 41e                  | 46e                  | 32e                      | Épreuve inexistante à cette date |
| World MTBOC 2010 Montalegre | 4e                   | 38e                  | 34e                      | Épreuve inexistante à cette date |
| World MTBOC 2011 Vicence    | Médaille d'or, monde | 31e                  | 23e                      | Épreuve inexistante à cette date |
| World MTBOC 2012 Veszprém   | 5e                   | 6e                   | 17e                      | Épreuve inexistante à cette date |
| World MTBOC 2013 Rakvere    | NC                   | 13e                  | 11e                      | Épreuve inexistante à cette date |
| World MTBOC 2014 Białystok  | 8e                   | 10e                  | 7e                       | Épreuve inexistante à cette date |
| World MTBOC 2015 Liberec    | 5e                   | Médaille d'or, monde | 5e                       | Épreuve inexistante à cette date |
| World MTBOC 2016 Águeda     | 11e                  | 5e                   | Médaille d'argent, monde | Épreuve inexistante à cette date |
| World MTBOC 2017 Vilnius    | 26e                  | 6e                   | 7e                       | Médaille de bronze, monde        |

Légende :
- : première place, médaille d'or
- : deuxième place, médaille d'argent
- : troisième place, médaille de bronze
- Places 4 à 6 cérémonies des fleurs
- NC : non classée
- : pas d'épreuve
- - : Non disputée

### Championnats d'Europe
| Épreuve / Édition                 | Sprint | Middle | Long |
| --------------------------------- | ------ | ------ | ---- |
| European MTBOC 2015               | 6e     | 1re    | 2e   |
| European MTBOC 2017 Fontainebleau | 4e     | 3e     | 2e   |

## Carrière
Dessinatrice prometteuse au sein du bureau d'études bois de Jean-Luc Sandoz, Gaëlle Barlet a mené des projets qui ont été valorisés dans le cadre de Panorama Bois, l'outil de promotion de Fibois France,.